# 马洛塞讷 (滨海阿尔卑斯省)
马洛塞讷（法語：Malaussène，法語發音：[malosɛn]）是法国滨海阿尔卑斯省的一个市镇，位于该省中部，瓦尔河右岸，属于尼斯区。

## 地理
马洛塞讷（43°55'47"N, 7°7'41"E）面积19.48 平方千米，位于法国普罗旺斯-阿尔卑斯-蓝色海岸大区滨海阿尔卑斯省，该省份为法国东南部沿海省份，南濒地中海，西南至瓦尔省，西北接上普罗旺斯阿尔卑斯省，北部和东部与意大利接壤。
与马洛塞讷接壤的市镇（或旧市镇、城区）包括：马苏万、皮埃尔弗、勒韦斯特莱罗什、图东、图雷特迪沙托、图尔内福尔、于泰勒、瓦尔河畔维拉尔。
马洛塞讷的时区为UTC+01:00、UTC+02:00（夏令时）。

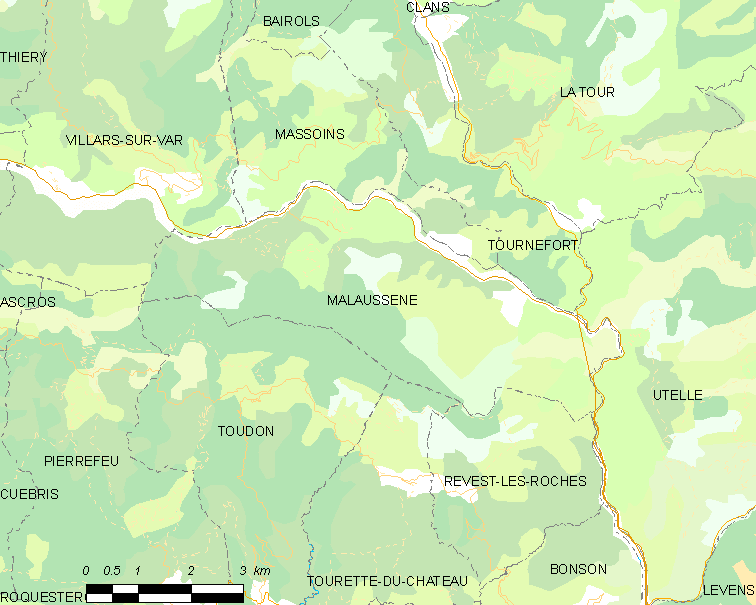
马洛塞讷的OSM定位图

## 行政
马洛塞讷的邮政编码为06710，INSEE市镇编码为06078。

## 政治
马洛塞讷所属的省级选区为旺斯县。

## 人口

1962-2008年间马洛塞讷人口变化图示

马洛塞讷于2022年1月1日时的人口数量为327人。